# Maria Crocifissa Di Rosa
Maria Crocifissa Di Rosa (* 6. November 1803 in Brescia; † 15. Dezember 1855 in Brescia) war eine Ordensgründerin und wird in der katholischen Kirche als Heilige verehrt. 
Maria, die mit Geburtsnamen Paola hieß, stammte aus einer adeligen italienischen Familie. Mit elf Jahren verlor sie ihre Mutter, doch Paola und ihre Schwestern wurden weiterhin von Visitandinnen in Brescia unterrichtet. Nachdem ihr Vater sie mit einem jungen Mann bekannt gemacht hatte, legte sie als 17-Jährige das Gelübde ewiger Jungfräulichkeit ab. 1840 gründete sie die Ordensgemeinschaft der „Mägde der Liebe“ (Suore Ancelle della Carità di S.Maria Crocifissa Di Rosa), die sich vor allem der Krankenpflege widmen. Beim Tod der Ordensgründerin, die selbst der Gemeinschaft 15 Jahre lang vorstand, gab es bereits 24 Ordenshäuser. Maria wurde von Papst Pius XII. 1940 selig- und am 12. Juni 1954 heiliggesprochen. Ihr Gedenktag in der Liturgie ist der 15. Dezember.